# Élection présidentielle sénégalaise de 2012
L'élection présidentielle sénégalaise de 2012, la dixième depuis l'indépendance du pays, doit permettre d'élire le président de la République du Sénégal pour un mandat de sept ans. Le 26 février 2012, les 5,3 millions de citoyens inscrits sur les listes électorales sont appelés aux urnes. Le président sortant, Abdoulaye Wade, âgé de 85 ans, est candidat pour un troisième mandat.

## Contexte
Les dernières élections municipales et régionales ont été favorables à l'opposition. La réforme constitutionnelle portée par le Parti démocratique sénégalais (PDS) visant à réformer le processus électoral a échoué et de violentes manifestations ont eu lieu en juin 2011,.

## Mode de scrutin
Le président de la République du Sénégal est élu pour un mandat de 7 ans au scrutin uninominal majoritaire à deux tours. Chaque candidat doit être investi par un « parti politique légalement constitué » ou par une liste d’électeurs d'au moins 10 000 inscrits domiciliés dans six régions à raison de 500 au moins par région ». La Commission électorale nationale autonome (CENA) est chargée d'organiser et de superviser les élections.

## Candidats

### Annonces des candidatures et début de la campagne
Le 23 décembre 2011, Abdoulaye Wade est investi par le PDS. Le 2 janvier 2012, Youssou N'Dour annonce sa candidature. Le 4 janvier 2012, Moustapha Niasse est investi par la coalition de partis de l'opposition Benno Siggil Sénégal. Le 4 janvier 2012, Ousmane Tanor Dieng est officiellement investi par le Parti socialiste et la coalition Benno ak Tanor durant son congrès d'investiture.

### Validations des candidatures
Le vendredi 27 janvier 2012, malgré l'opposition populaire, le Conseil constitutionnel, considérant que Abdoulaye Wade n'a pas effectué deux mandats car la limite n'existait pas au moment de sa première élection en 2000, valide sa candidature, tandis que celles de Youssou N'Dour, Kéba Keinde et Abdourahmane Sarr sont refusées. Plusieurs manifestations éclatent immédiatement après cette annonce, en particulier place de l'Obélisque à Dakar, à Thiès, Kaolack, Matam et Ourossogui,.
| Photo | Candidats             | Partis politiques                                     | Présidentielle de 2007 (rappel des résultats du 1er tour) |
| ----- | --------------------- | ----------------------------------------------------- | --------------------------------------------------------- |
|       | Ousmane Tanor Dieng   | Parti socialiste                                      | Ousmane Tanor Dieng (PS) 13,56 %                          |
|       | Moustapha Niasse      | Bennoo Siggil Senegaal Alliance des forces de progrès | Moustapha Niasse (AFP) 5,93 %                             |
|       | Macky Sall            | APR-Yakaar                                            | a soutenu Abdoulaye Wade                                  |
|       | Idrissa Seck          | Rewmi                                                 | Idrissa Seck (Rewmi) 14,92 %                              |
|       | Abdoulaye Wade        | Parti démocratique sénégalais                         | Abdoulaye Wade (PDS) 55,90 %                              |
|       | Mor Dieng             | YAAKAAR, le Parti de l’Espoir                         |                                                           |
|       | Cheikh Tidiane Gadio  | Louy Jot Jotna                                        | a soutenu Abdoulaye Wade                                  |
|       | Cheikh Bamba Dièye    | Front pour le socialisme et la démocratie/Benno Jubël | Cheikh Bamba Dièye (FSD/BJ) 0,50 %                        |
|       | Doudou Ndoye          | Union pour la République                              | Doudou Ndoye (UPR) 0,29 %                                 |
|       | Djibril Ngom          | Sans étiquette                                        |                                                           |
|       | Ibrahima Fall         | Sans étiquette                                        |                                                           |
|       | Diouma Dieng Diakhaté | Parti Initiative démocratique jogal                   |                                                           |
|       | Oumar Khassimou Dia   | Parti humaniste Naxx Jarinu                           |                                                           |
|       | Amsatou Sow Sidibé    | CAR Lennen                                            |                                                           |

## Résultats
| Candidats                | Candidats                | Partis                   | Premier tour | Premier tour | Second tour | Second tour |
| Candidats                | Candidats                | Partis                   | Votes        | %            | Votes       | %           |
| ------------------------ | ------------------------ | ------------------------ | ------------ | ------------ | ----------- | ----------- |
|                          | Abdoulaye Wade           | PDS                      | 942 327      | 34,81        | 992 556     | 34,20       |
|                          | Macky Sall               | APR                      | 719 367      | 26,58        | 1 909 244   | 65,80       |
|                          | Moustapha Niasse         | AFP                      | 357 330      | 13,20        |             |             |
|                          | Ousmane Tanor Dieng      | PS                       | 305 924      | 11,30        |             |             |
|                          | Idrissa Seck             | Rewmi                    | 212 853      | 7,86         |             |             |
|                          | Cheikh Bamba Dièye       | FSD-BJ                   | 52 196       | 1,93         |             |             |
|                          | Ibrahima Fall            | Ind.                     | 48 972       | 1,81         |             |             |
|                          | Cheikh Tidiane Gadio     | MPCL                     | 26 655       | 0,98         |             |             |
|                          | Mor Dieng                | Yaakaar                  | 11 402       | 0,42         |             |             |
|                          | Djibril Ngom             | Ind.                     | 10 207       | 0,38         |             |             |
|                          | Oumar Khassimou Dia      | PHNJ                     | 6 469        | 0,24         |             |             |
|                          | Amsatou Sow Sidibé       | PDC                      | 5 167        | 0,19         |             |             |
|                          | Doudou Ndoye             | UPR                      | 4 566        | 0,17         |             |             |
|                          | Diouma Dieng Diakhaté    | IDJ                      | 3 354        | 0,12         |             |             |
|                          |                          |                          |              |              |             |             |
| Votes valides            | Votes valides            | Votes valides            | 2 706 789    | 98,96        | 2 901 800   | 99,52       |
| Votes blancs et nuls     | Votes blancs et nuls     | Votes blancs et nuls     | 28 346       | 1,04         | 14 093      | 0,48        |
| Total des votes          | Total des votes          | Total des votes          | 2 735 136    | 100          | 2 915 893   | 100         |
| Abstention               | Abstention               | Abstention               | 2 568 149    | 48,42        | 2 385 755   | 45,00       |
| Inscrits / participation | Inscrits / participation | Inscrits / participation | 5 302 349    | 51,38        | 5 301 648   | 55,00       |

Représentation des résultats du second tour :
| Macky Sall (65,80 %) |  |  | Abdoulaye Wade (34,20 %) |
| ▲                    |  |  |                          |
| Majorité absolue     |  |  |                          |

## Premier tour
Le week-end qui suit la validation de la candidature du président sortant, est émaillé par des manifestations mortelles. L'opposition politique et civile choisissent de maintenir leur pression par la rue pour le retrait d'Abdoulaye Wade, qui interdit les manifestations et oppose les forces de l'ordre aux protestataires. Les affrontements font entre 6 et 15 morts dans le pays, la Croix-Rouge sénégalaise prenant en charge 153 blessés en 24 jours.
En revanche, malgré les craintes exprimés par les observateurs, le scrutin du premier tour, le 26 février 2012, se passe sans heurts ni irrégularités. Abdoulaye Wade est hué à sa sortie du bureau de vote par une centaine d'opposants, qui scandent en wolof « Wade, dégage ».
Contrairement à ce qu'il a affirmé au long de sa campagne, Abdoulaye Wade rate son pari d'être réélu dès le premier tour. Avec 942 546 voix, il devance son ancien premier ministre Macky Sall (719 369 voix) et Moustapha Niasse (357 347 voix). Le Parti socialiste, au pouvoir durant les quarante premières années d'indépendance ne retrouve pas ses forces. Avec un taux de 51,58 %, la participation est en baisse de près de 20 points par rapport à l'élection présidentielle de 2007.
Pour la deuxième fois dans l'histoire politique sénégalaise, un deuxième tour est organisé, le 25 mars.

## Entre-deux tours
Tout en ayant choisi de faire campagne en dehors du mouvement du 23-Juin et du mouvement Y'en a marre !, Macky Sall est resté solidaire durant la campagne du premier tour du front anti-Wade. Il obtient ainsi le soutien des douze candidats malheureux du premier tour, ainsi que celui du chanteur Youssou N'Dour.
Pour Adboulaye Wade, les réserves de voix apparaissent plus faibles, si ce n'est parmi les nombreux abstentionnistes. Il courtise alors les confréries religieuses en espérant influencer leurs adeptes, et tente de rallier Idrissa Seck pour effriter le front de l'opposition unie autour de Sall dans un « tout sauf Wade »,.
De nombreux appels au calme pour le scrutin sont lancés par des organisations sénégalaises et internationales.

## Second tour
Le second tour se tient le 25 mars 2012. Malgré les craintes de tension, le scrutin se passe dans le calme et est remporté par Macky Sall. Près de deux tiers des suffrages exprimés vont à Macky Sall, qui bénéficie d'un bon report des voix des douze candidats éliminés au premier tour, alors que Wade, avec une participation supérieure de 3,42 point (55 %), fait un score légèrement inférieur (34,2 %) et n'est majoritaire que dans les régions de Kédougou et Sédhiou
Abdoulaye Wade reconnait sa défaite rapidement, en téléphonant à son adversaire dès 21h30 pour le féliciter. Il invite ensuite ses militants à se mobiliser pour les élections législatives de juin 2012, tandis que la coalition « Benno Bokk Yakkar », ayant réuni l'opposition autour de Sall au second tour de la présidentielle, décide d'y présenter une liste commune.
Les réactions internationales à ce scrutin évoquent un renforcement de la démocratie sénégalaise, en comparaison de l'épisode ivoirien ou du coup d’État au Mali. En effet, la mobilisation des Sénégalais, l'absence de violences lors du second tour, et l'acceptation rapide par Wade de sa défaite, comme l'avait fait Abdou Diouf en 2000, prouvent la stabilité politique du pays. L'ampleur de la tâche de Macky Sall est également soulignée, du fait de l'énorme espoir qui a été investi en lui, de la situation économique et sociale difficile et de son alliance politique hétérogène.